# Parrocchie civili del Northumberland
Questa è una lista delle parrocchie civili del Northumberland, Inghilterra.

## Alnwick
L'intero distretto è coperto da parrocchie.
- Acklington
- Alnham
- Alnmouth
- Alnwick
- Alwinton
- Amble by the Sea
- Biddlestone
- Brinkburn
- Callaly
- Cartington
- Craster
- Denwick
- Edlingham
- Eglingham
- Elsdon
- Embleton
- Felton
- Glanton
- Harbottle
- Hauxley
- Hedgeley
- Hepple
- Hesleyhurst
- Hollinghill
- Lesbury
- Longframlington
- Longhoughton
- Netherton
- Newton-by-the-Sea
- Newton-on-the-Moor and Swarland
- Nunnykirk
- Rennington
- Rothbury
- Rothley
- Shilbottle
- Snitter
- Thropton
- Togston
- Whitton and Tosson
- Warkworth
- Whittingham

## Berwick-upon-Tweed
L'intero distretto è coperto da parrocchie.
- Adderstone with Lucker
- Akeld
- Ancroft
- Bamburgh
- Beadnell
- Belford
- Berwick-upon-Tweed
- Bewick
- Bowsden
- Branxton
- Carham
- Chatton
- Chillingham
- Cornhill-on-Tweed
- Doddington
- Duddo
- Earle
- Easington
- Ellingham
- Ewart
- Ford
- Holy Island
- Horncliffe
- Ilderton
- Ingram
- Kilham
- Kirknewton
- Kyloe
- Lilburn
- Lowick
- Middleton
- Milfield
- Norham
- North Sunderland
- Ord
- Roddam
- Shoreswood
- Wooler

## Blyth Valley
Blyth, Seaton Valley e Whitley Bay non sono coperte da parrocchie.

## Castle Morpeth
L'intero distretto è coperto da parrocchie.
- Belsay
- Capheaton
- Cresswell
- East Chevington
- Ellington and Linton
- Hartburn
- Hebron
- Heddon-on-the-Wall
- Hepscott
- Longhirst
- Longhorsley
- Lynemouth
- Matfen
- Meldon
- Mitford
- Morpeth
- Netherwitton
- Pegswood
- Ponteland
- Stamfordham
- Stannington
- Thirston
- Tritlington and West Chevington
- Ulgham
- Wallington Demesne
- Whalton
- Widdrington Station and Stobswood
- Widdrington Village

## Tynedale
L'intero distretto è coperto da parrocchie.
- Acomb
- Allendale
- Bardon Mill
- Bavington
- Bellingham
- Birtley
- Blanchland
- Broomhaugh and Riding
- Broomley and Stocksfield
- Bywell
- Chollerton
- Coanwood
- Corbridge
- Corsenside
- Falstone
- Featherstone
- Greenhead
- Greystead
- Haltwhistle
- Hartleyburn
- Haydon
- Healey
- Hedley
- Henshaw
- Hexham
- Hexhamshire
- Hexhamshire Low Quarter
- Horsley
- Humshaugh
- Kielder
- Kirkwhelpington
- Knaresdale with Kirkhaugh
- Melkridge
- Newbrough
- Otterburn
- Ovingham
- Ovington
- Plenmeller with Whitfield
- Prudhoe
- Rochester
- Sandhoe
- Shotley Low Quarter
- Simonburn
- Slaley
- Thorneyburn
- Thirlwall
- Wall
- Wall
- Wark
- West Allen
- Whittington
- Wylam

## Wansbeck
Ashington, Bedlingtonshire e Newbiggin-by-the-Sea non sono coperte da parrocchie.